# Maren Gottschalk

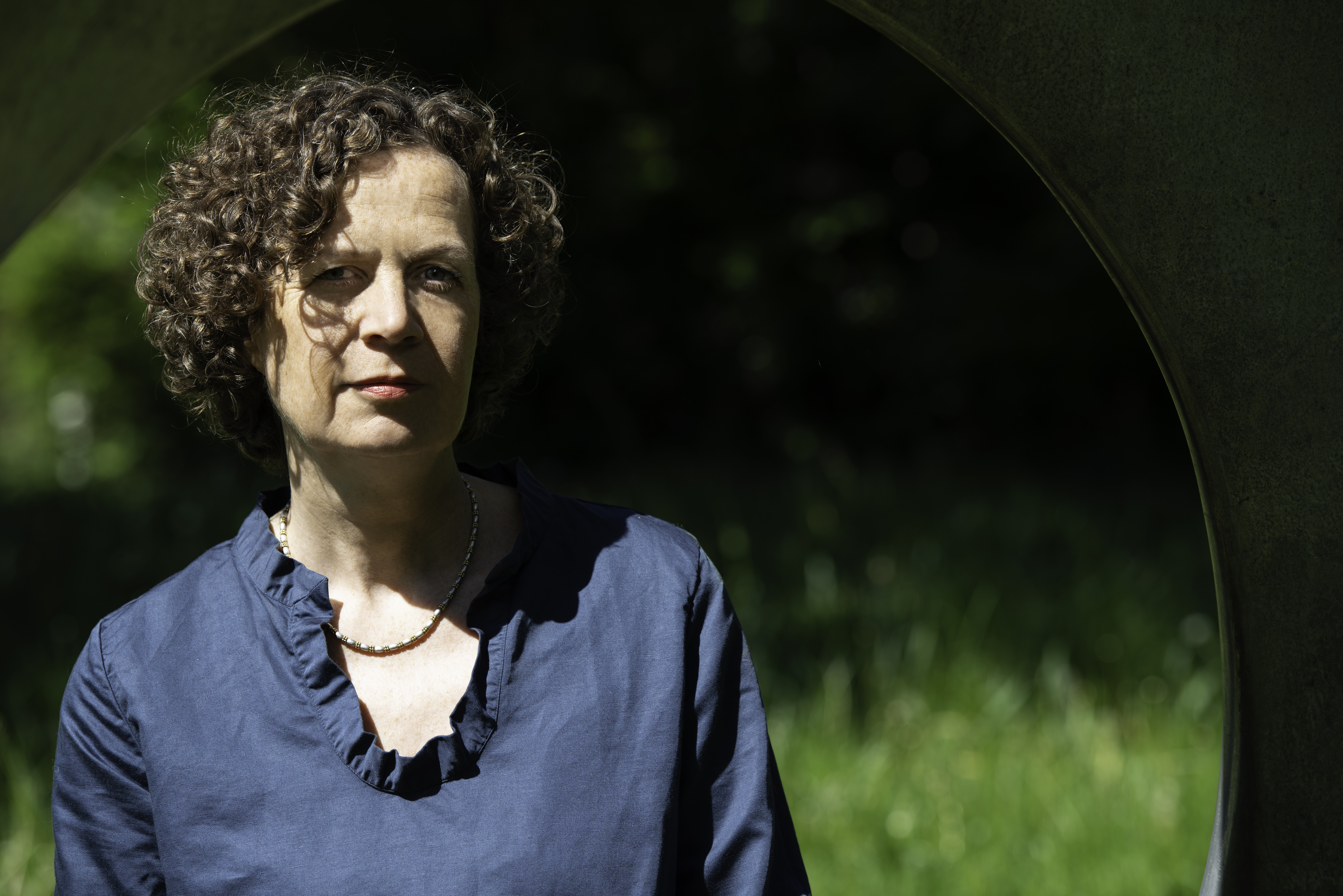
Maren Gottschalk (2019)

Maren Gottschalk (* 1962 in Leverkusen) ist eine deutsche Autorin, Historikerin und Journalistin.

## Leben
Nach dem Abitur am Freiherr-vom-Stein-Gymnasium in Leverkusen studierte Gottschalk von 1981 bis 1989 Mittelalterliche Geschichte, Neuere Geschichte und Politische Wissenschaften in München. Sie promovierte an der Ludwig-Maximilians-Universität im Bereich Mittelalterliche Geschichtsschreibung zu dem Thema Geschichtsschreibung im Umkreis Friedrichs I. des Siegreichen von der Pfalz und Albrechts IV. des Weisen von Bayern-München.
Im Jahr 1989 hospitierte sie beim Bayerischen Rundfunk in München. Im gleich Jahr begann sie als freie Mitarbeiterin für den Westdeutschen Rundfunk zu arbeiten. Dort schreibt und spricht sie unter anderem für die Sendungen ZeitZeichen, Neugier genügt, Leonardo, Erlebte Geschichte, Feature und Stichtag. Seit 1996 betreut Maren Gottschalk darüber hinaus den WDR-Kinderrechtepreis, seit 2016 als Projektleiterin.
Maren Gottschalk hat drei Kinder und lebt in Leverkusen und Köln.

## Werk

### Sophie-Scholl-Biografie
Als Autorin widmete sie sich zum Großteil Biografien berühmter Persönlichkeiten. Ihre 2020 erschienene Biografie über Sophie Scholl zu deren 100. Geburtstag erweitere „das bestehende Bild“ der Widerstandskämpferin „in einigen wichtigen Nuancen“, so Niels Beintker. Cord Aschenbrenner bescheinigt der Autorin in der Süddeutschen Zeitung, ein feinfühliges und genaues Bild Scholls zu zeichnen, „schnörkellos, dabei farbig und mit großem Einfühlungsvermögen“.
Gottschalk nahm in einem Interview mit dem Humanistischen Pressedienst darüber hinaus in klaren Worten Stellung zu den Vergleichen aus den Reihen der sogenannten Querdenker-Bewegung zwischen der Verfolgung Sophie Scholls unter dem nationalsozialistischen Regime und den Maßnahmen der Bundesregierung zur Eindämmung der Covid-19-Pandemie: „Diese Vergleiche sind falsch und historisch unangemessen. Abgesehen davon zeigen sie eine große Verachtung für die Menschen, die als Opfer unter den Nationalsozialisten gelitten haben oder von ihnen ermordet wurden. Wenn Bürger*innen der Bundesrepublik Deutschland sich mit Sophie Scholl oder Anne Frank vergleichen, um sich selbst als Opfer einer Regierung zu präsentieren, zeigt das zweierlei: Sie wissen überhaupt nicht, wer die beiden waren und sie spielen auf anmaßende und irreführende Weise mit den Emotionen ihrer Zuhörer*innen.“
2021 wurde sie als historische Beraterin zum Social-Media-Erinnerungsprojekt @ichbinsophiescholl hinzugezogen, einer vom Südwestrundfunk und  Bayerischen Rundfunk koproduzierten Instagram-Serie. Die halb-fiktionale Vorgehensweise des Projekts wurde von Jan Böhmermann in der Folge vom 18. Februar 2022 des ZDF Magazins Royale problematisiert. In der Sendung begründete Maren Gottschalk das Weglassen von Quellenangaben damit, dass die Inhalte dadurch „für die jungen Leute komplett out“ würden. Sie „begrüßte“ in einem Gespräch mit dem Kölner Stadtanzeiger „die Diskussion“, verwies jedoch zum Vergleich auf die Fiktionalisierung von Biografien im Film, wonach auch dort „Tagesgenauigkeit ... kein absolutes Kriterium“ sei.

### Romane
Im Februar 2010 erschien Gottschalks erster Roman, Die Symmetrie der Liebe. Gegenüber der Journalistin Eva Hehemann beschrieb sie ihre Motivation, nach vielen Werken im Bereich der historischen Biografie, ein fiktionales Werk zu verfassen als Wunsch, „gerne mal etwas ‚ohne Fußnoten‘ schreiben. Wenn es um historische Persönlichkeiten geht, bin ich sehr korrekt, ich erfinde da nichts, jedes Komma in einem Zitat stimmt. Da schien es mir wie ein Ausflug in die Freiheit, mir eine Geschichte komplett auszudenken.“ Ein weiterer Roman erschien mit Frida im Jahr 2020, einer Romanbiografie über Frida Kahlo, die sie bereits im Jahr 2010 im Buch Die Farben meiner Seele historisch-biografisch porträtiert hatte.

## Preise und Auszeichnungen
2007 wurde Maren Gottschalk mit dem 11. Kurt-Lorenz-Preis ausgezeichnet, „für herausragende Literatur, hohes sprachliches Niveau und die Befähigung, Sachthemen spannungsvoll zu vermitteln“. Es ist der einzige Kulturpreis ihrer Heimatstadt Leverkusen. Die Laudatio bei der Verleihung in Schloss Morsbroich hielt Anna Thalbach.
Für ihre 2015 erschienene Künstlerbiografie über Andy Warhol, Factory Man, erhielt sie im November 2015 den Preis Luchs des Monats für Kinder- und Jugendliteratur.

## Ehrenamtliches Engagement
Maren Gottschalk ist seit 1998 Mitfrau im Zonta Club Leverkusen. Zunächst engagierte sie sich als Pressefrau, von 2014 bis 2016 war sie Präsidentin des Vereins. Der Club gehört zu Zonta International und versteht sich als „Zusammenschluss berufstätiger Frauen in verantwortungsvollen Positionen“, mit dem Ziel, „die Lebenssituation von Frauen im rechtlichen, politischen, wirtschaftlichen und beruflichen Bereich zu verbessern“. Aktuell fungiert sie dort als Webmasterin und Social-Media-Beauftragte.
Ebenso ist sie seit 1983 aktives Mitglied der Jörg Weise Association, deren Chairman sie in den Jahren 2012 bis 2020 war. Der Verein fördert Kinder und Jugendliche, die nicht die finanziellen Möglichkeiten besitzen, um an internationalen Bildungsprogrammen teilzuhaben. Seit dem Jahr 2000 ist sie Mitfrau im Journalistinnenbund und seit Dezember 2022 Mitglied im PEN-Zentrum Deutschland.

## Werke

### Roman
- Die Symmetrie der Liebe. Verlag Langen-Müller, München 2010, ISBN 978-3784432151.
- Frida. Goldmann Verlag, München 2020, ISBN 978-3-442-31559-8.
- Fräulein Steiff. Goldmann Verlag, München 2022, ISBN 978-3-442-31594-9.
- Jenseits der Ngong Berge. Goldmann Verlag, München 2024, ISBN 978-3-442-31697-7.

### Sachbuch
- Der geschärfte Blick. Sieben Journalistinnen und ihre Lebensgeschichte. Beltz, Weinheim 2001, ISBN 978-3407808813.
- Es brennt das Leben. Die Lebensgeschichte des Pablo Neruda. Beltz, Weinheim 2003, ISBN 978-3407809148.
- Die Morgenröte unserer Freiheit. Die Lebensgeschichte des Nelson Mandela. Beltz, Weinheim 2003, ISBN 978-3407808950.
- Königinnen. Fünf Herrscherinnen und ihre Lebensgeschichten. Beltz & Gelberg, Weinheim 2008, ISBN 978-3407810199.
- Jenseits von Bullerbü. Die Lebensgeschichte der Astrid Lindgren. Beltz & Gelberg, Weinheim 2008, ISBN 978-3407809704.
- Die Farben meiner Seele. Die Lebensgeschichte der Frida Kahlo. Beltz & Gelberg, Weinheim 2010, ISBN 978-3407810601.
- Schluss. Jetzt werde ich etwas tun. Die Lebensgeschichte der Sophie Scholl. Beltz & Gelberg, Weinheim 2012, ISBN 978-3407811226.
- Factory Man. Die Lebensgeschichte des Andy Warhol. Julius Beltz, Weinheim 2015, ISBN 978-3-407-81207-0.
- Mein Köln Buch. Wissensspaß für schlaue Kinder. Emons Verlag, Köln 2016, ISBN 978-3954518791.
- Johannes Gutenberg. Mann des Jahrtausends. Böhlau Verlag, Köln, Weimar, Wien 2018, ISBN 978-3-412-51250-7.
- Wie schwer ein Menschenleben wiegt. Sophie Scholl. Eine Biografie. Verlag C. H. Beck, München 2020, ISBN 978-3-406-76855-2.

### Beiträge in Anthologien
- „Ich brauche jemand, der verrückt nach mir ist“. Marlene Dietrich (1901–1992), Schauspielerin und Sängerin. In: Magdalena Köster, Susanne Härtel (Hrsg.): „Sei mutig und hab Spaß dabei“. Acht Künstlerinnen und ihre Lebensgeschichte. Beltz & Gelberg, Weinheim 1998, ISBN 978-3-407-80849-3.
- „In die Schönheit der Erde weiß ich nur Dunkles zu sagen“. Ingeborg Bachmann (1926–1973), Lyrikerin, Schriftstellerin. In: Susanne Härtel, Magdalena Köster (Hrsg.): „Ich werde niemand zu Füßen liegen“. Acht Künstlerinnen und ihre Lebensgeschichte. Band 2, 2. Auflage, Beltz & Gelberg, Weinheim 2004, ISBN 978-3-407-78914-3.

- Ronald Feisel (Hrsg.): Wie Dracula den Kopf verlor und Sissi die Lust. 21 unerhörte Geschichten aus der Geschichte. 40 Jahre ZeitZeichen. 3. Auflage, Kiwi Verlag, Köln 2012, ISBN 978-3-462-04400-3.